# Go crazy
『go crazy』（ゴー・クレイジー）は、Jの4枚目のシングル・楽曲。
2002年3月20日に、ユニバーサルJから規格品番：UUCH-9003（初回限定盤）UUCH-5056（通常盤）の2形態で発売された。初回限定盤のみCD EXTRA仕様で、2曲目から4曲目はリミックス音源。

## 収録曲
全作詞・作曲・編曲:J
1. go crazy[5:03]
2. Gabriel:Remixed by GOMI for Rhythmedia[7:11]
3. Twisted dreams:Remixed by ハヤシ from POLYSICS[5:59]
4. Perfect World HOT remix #002 for J:Remixed by TOMOYASU HOTEI[8:50]

CD EXTRA
1. alone

## 収録アルバム
- Unstoppable Drive